# Alejandro Menéndez
Alejandro Menéndez García (Gijón, Asturias, España, 12 de julio de 1966) es un entrenador de fútbol español. Actualmente dirige al Racing de Ferrol de la Segunda División de España.

## Trayectoria
Comenzó entrenando en diversos equipos de categorías inferiores gijoneses, como el Club de Fútbol Cimadevilla, San Lorenzo Club de Fútbol o el Veriña Club de Fútbol, de donde pasó al primer juvenil del Real Avilés con el que consiguió ascender a la División de Honor en la temporada 2002-03. Tras su éxito, es captado por el Real Sporting de Gijón para la Escuela de fútbol de Mareo, donde comenzó entrenando al juvenil "B" de Liga Nacional Juvenil. Luego pasó al primer juvenil, ya en División de Honor, con el que en 2004 ganó la Copa de Campeones de División de Honor Juvenil y, un año después, quedó subcampeón en esta competición y en la Copa del Rey Juvenil de Fútbol. Posteriormente, fue contratado por el Real Madrid C. F. para su equipo juvenil y ganó de nuevo la Copa de Campeones en 2006. Un año después, disputó su cuarta final consecutiva de la competición, en la que consiguió el subcampeonato.
En 2007 pasó a dirigir al R. C. Celta de Vigo "B", de Segunda División B, y en 2008 entrenó por primera vez en categoría profesional al hacerse cargo del banquillo del R. C. Celta de Vigo durante las cinco últimas jornadas de la temporada 2007-08 en Segunda División, sustituyendo a Antonio López y consiguiendo la salvación del club celeste. Tras su etapa en el primer equipo volvió a entrenar al filial del Celta y, en la temporada siguiente, fue contratado para entrenar al Real Madrid Castilla C. F., aunque a principios de enero de 2011 fue destituido del cargo.
El 5 de marzo de 2013 se anunció su contratación por el Real Racing Club de Santander, aunque no pudo evitar el descenso del conjunto cántabro a Segunda División B. En septiembre de 2013 firmó como nuevo técnico del Buriram United F. C., equipo con el que se proclamó campeón de la Liga Premier, de la Copa de Tailandia y de la Copa de la Liga en la misma temporada. En febrero de 2014 también conquistó los títulos de la Copa Kor Royal y la Toyota Premier Cup, antes de finalizar su etapa como técnico del club tailandés en el mes de abril.
En diciembre de 2014 se comprometió con el Shaanxi Wuzhou F. C. de la Primera Liga China, al que no llegó a dirigir debido a unos problemas burocráticos que impidieron la inscripción del equipo en la competición y motivaron su desvinculación del mismo. El 2 de febrero de 2016 se anunció su regreso al banquillo del Celta de Vigo "B", el cual abandonó al término de la temporada 2016-17.
En 2018 se marcharía a la India para dirigir al equipo indio East Bengal FC, durante la temporada 2018-19 fue subcampeón de Liga y se quedó a tan solo un punto de Chennai, el equipo que acabó conquistando el título.
En enero de 2020, el técnico gijonés renuncia al cargo de entrenador del East Bengal FC tras dirigir al conjunto indio durante temporada y media, después de la derrota por 2-1 frente al Mohun Bagan en el derbi de Calcuta y es sustituido por su asistente Mario Rivera Campesino.
El 8 de diciembre del 2020, el Albacete Balompié de la Segunda División de España lo anuncia como entrenador del equipo castellano-manchego para salvar al equipo.El 4 de mayo del 2021, sería destituido del Albacete Balompié.
En enero de 2025, fue oficializado como entrenador del Racing de Ferrol hasta el final de la temporada.

## Clubes
| Club                          | País      | Año       |
| ----------------------------- | --------- | --------- |
| R. C. Celta de Vigo "B"       | España    | 2007-2008 |
| R. C. Celta de Vigo           | España    | 2008      |
| R. C. Celta de Vigo "B"       | España    | 2008-2009 |
| Real Madrid Castilla C. F.    | España    | 2009-2011 |
| Real Racing Club de Santander | España    | 2013      |
| Buriram United F. C.          | Tailandia | 2013-2014 |
| R. C. Celta de Vigo "B"       | España    | 2016-2017 |
| Burgos CF                     | España    | 2018      |
| East Bengal FC                | India     | 2018-2020 |
| Albacete Balompié             | España    | 2020-2021 |
| Racing de Ferrol              | España    | 2025-     |

## Palmarés

### Campeonatos nacionales
| Título            | Club                 | País      | Año  |
| ----------------- | -------------------- | --------- | ---- |
| Liga tailandesa   | Buriram United F. C. | Tailandia | 2013 |
| Copa de Tailandia | Buriram United F. C. | Tailandia | 2013 |
| Copa de la Liga   | Buriram United F. C. | Tailandia | 2013 |
| Copa Kor Royal    | Buriram United F. C. | Tailandia | 2014 |

### Copas internacionales
| Título             | Club                 | País      | Año  |
| ------------------ | -------------------- | --------- | ---- |
| Toyota Premier Cup | Buriram United F. C. | Tailandia | 2014 |